# Катастрофа L-1049 под Дакаром
Катастрофа L-1049 под Дакаром — крупная авиационная катастрофа, произошедшая 29 августа 1960 года. Авиалайнер Lockheed L-1049G Super Constellation авиакомпании Air France выполнял плановый межконтинентальный рейс AF343 по маршруту Париж—Дакар—Монровия—Абиджан, но при заходе на посадку в Дакаре рухнул в Атлантический океан. Погибли все находившиеся на борту 63 человека — 55 пассажиров и 8 членов экипажа.
Причины катастрофы так и не были установлены.

## Самолёт
Lockheed L-1049G Super Constellation (регистрационный номер F-BHBC, серийный 4622) был выпущен в июле 1955 года. 9 августа того же года был передан авиакомпании Air France. Оснащён четырьмя турбовинтовыми поршневыми двигателями Wright R-3350 Duplex-Cyclone. На день катастрофы налетал 16 417 часов.

## Экипаж
- Командир воздушного судна (КВС) — 50-летний Люсьен Буарре (фр. Lucien Boirre). Очень опытный пилот, налетал 20 068 часов.
- Второй пилот — 40-летний Жан Розе (фр. Jean Roze). Опытный пилот, налетал 7192 часа.
- Бортинженер — 31-летний Жан-Камиль Бати (фр. Jean-Camille Baty). Налетал 7612 часов.
- Бортинженер-стажёр — 34-летний Луис Меледер (фр. Louis Meleder). Налетал 6392 часа.
- Бортрадист — 55-летний Эжен Шуллер (фр. Eugène Schuller). Налетал 16 812 часов.
- Бортпроводники:
  - Женевьев Сабурин (фр. Geneviève Sabourin), 40 лет — старший бортпроводник.
  - Франсуа Кюре (фр. François Quiret), 30 лет.
  - Альберт-Эмиль Гепратте (фр. Albert-Émile Guepratte), 30 лет.

## Хронология событий
Lockheed L-1049G Super Constellation борт F-BHBC выполнял регулярный пассажирский рейс AF343 из Парижа (Франция) в Абиджан (Берег Слоновой Кости) с промежуточными посадками в Дакаре (Сенегал) и Монровии (Либерия). Рейс AF343 вылетел из Парижа в 00:34 UTC, на его борту находились 8 членов экипажа и 55 пассажиров. Примерно после 06:30 рейс 343 начал заход на посадку в Дакаре в условиях низкой облачности; при этом видимость быстро менялась, поскольку шла гроза.
Экипаж попытался посадить самолёт на ВПП № 01, но в итоге ушёл на второй круг. Авиадиспетчер предложил пилотам садиться по приборам на ВПП № 30, но они отказались и ушли на зону ожидания, надеясь, что погодные условия улучшатся. В 06:41 экипаж начал второй заход на посадку на ВПП № 01, но в 06:47 посадка снова была прервана. Пилоты сообщили авиадиспетчеру свою высоту (300 метров), но вскоре после этого рейс AF343 попал в ливневый шквал и через несколько секунд рухнул в Атлантический океан примерно в 1,6 километрах от побережья, врезавшись в воду под крутым углом и (вероятно) в правом крене. Все 63 человека на его борту погибли, в том числе французский западноафриканский поэт Давид Диоп.

## Расследование
После удара о воду лайнер разрушился и ушёл под воду на глубину 40 метров. Была найдена бо́льшая часть тел погибших, но на берег было доставлено только 20 % обломков самолёта.
Расследование проводило Бюро по расследованию и анализу безопасности гражданской авиации (BEA), но оно так и не смогло определить причину катастрофы. Рассматривались многие версии: техническая неисправность или потеря управления, вызванные турбулентностью; сенсорная иллюзия (дезориентация экипажа); отвлечение внимания экипажа из-за удара молнии; отказ индикатора воздушной скорости или высотомера или их неверные показания.
Окончательный отчёт расследования был опубликован 12 декабря 1962 года.

## Суд
Семьи погибших пассажиров, в том числе вдова Давида Диопа, подали ряд исков против Air France о выплате компенсации в соответствии с Варшавской конвенцией.
Дело Давида Диопа было рассмотрено в 1964 году в Трибунале высшей инстанции Парижа и обжаловано в Апелляционном суде Парижа. Суд постановил, что КВС, который ранее был наказан авиакомпанией Air France за безрассудство, решил совершить посадку в плохую погоду без использования приборов, что равносильно умышленному проступку.